# I Just Don't Know What to Do with Myself
"I Just Don't Know What to Do with Myself" é uma canção escrita por Burt Bacharach e o letrista Hal David e gravada pela primeira vez em 1962. A canção tornou-se um clássico da música popular, tendo sido regravada por diversos artistas, como Isaac Hayes, Elvis Costello ou The White Stripes (esta última acompanhada de um videoclipe realizado por Sofia Coppola).